# Esterházy Miklós (nádor)
Gróf galántai Esterházy Miklós (Galánta, 1582. április 8. – Nagyhöflány, 1645. szeptember 11.) nádor, családja fraknói ágának őse.

## Életpályája

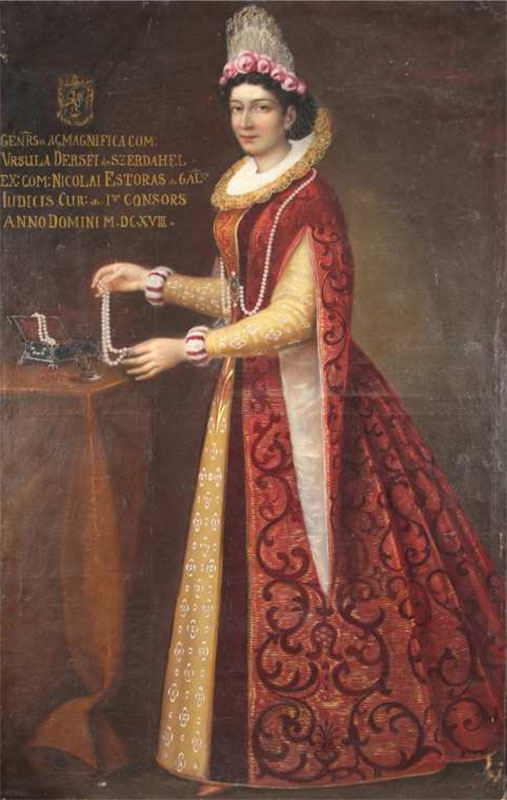
Dersffy Orsolya

Esterházy Ferenc, pozsonyi alispán és Illésházy Zsófia (Illésházy István nádor testvére) fia volt. Hét bátyja, két nővére, két öccse és egy húga volt. Szülei protestánsok voltak. Hétéves korától nagynénjénél, Kubinyi Lászlóné Esterházy Magdolnánál nevelkedett. A nagyszombati káptalani iskolában, a sellyei gimnáziumban, majd a bécsi jezsuitáknál neveltették, ahol a vallásos érzelmű ifjú a történelmen és retorikán kívül a hittant is komolyan tanulta, minek következtében 1601-ben katolizált. Emiatt atyja kitagadta házából; nagybátyja, a protestáns Illésházy István pedig kéréssel, szorgalmazással, sőt trencséni birtokának odaígérésével is vissza akarta tartani, de hasztalanul; Illésházyt lengyelországi bujdosásába is elkísérte, majd a Bocskai-felkelés idején is mellette maradt. Nagybátyja halála (1609) után, a néhai nádor udvarát elhagyta, s Mágóchy Ferenc kassai főkapitányhoz ment, aki alatt hadiszolgálatot teljesített. Esterházy először 1612-ben lett közfigyelem és köztisztelet tárgyává, amikor Mágóchy gazdag özvegyével, Dersffy Orsolyával házasságra lépett, 1612. november 22-én. A több évvel idősebb, tekintélyes családból származó feleség (akivel már az előző férj életében szerelmi viszonya volt) segített a tehetséges politikusnak a felemelkedésben. A házasságból 1616-ban egy fiú, István született, majd 1619-ben Dersffy Orsolya elhunyt. Miklós 1624. július 21-én nősült meg újra, a szintén özvegy (férje gróf Thurzó Imre volt) Nyáry Krisztinát vette el. Házasságukból tizenöt év alatt kilenc gyermek született.
II. Mátyás magyar király kegyét elnyerve, 1613-ban az uralkodó testvérével együtt bárói rangra emelte, egyszersmind tanácsossá és várkapitánnyá nevezte ki, s Regéc törvényes urává tette. 1614-ben a nemzet nevében a linzi gyűlésre küldték, ahol a török háború folytatását tárgyalták. Itt kivívta a külföldiek tiszteletét, úgyhogy ezután nem volt fontos ügy, amelyben ő ne vett volna részt. Egykori hitoktatójának, Pázmány Péternek, turóci prépostból esztergomi érsekké kinevezését ő eszközölte ki. 1617-ben beregi, 1618-ban zólyomi főispán, titkos tanácsos, majd főudvarmester (1618–22) lett. Ezentúl az ország legfontosabb ügyeit többnyire rábízták.
II. Ferdinánd alatt, 1619-ben a nagykárolyi békeértekezletnek, utóbb a fellázadt cseh rendekhez küldött országos bizottmány tagja volt; részt vett a hainburgi értekezletekben; majd a nikolsburgi béke megkötésében közreműködött; mire kamarás, országbíró (1622–25), Érsekújvár és a bányavárosi végek kapitánya lett. Az 1622-es nikolsburgi békében Bethlen Gábornak átengedett munkácsi uradalma helyett kárpótlásul Fraknót és Kismartont kapta. A Nyitra vizénél (1623) kivívott fényes hadi tette után Bécsben 1624. január 20-án diadalmenetet tartott, s a királyt a háború erélyes folytatására akarta rábírni. A gyarmati török békét az ő részvételével kötötték meg.

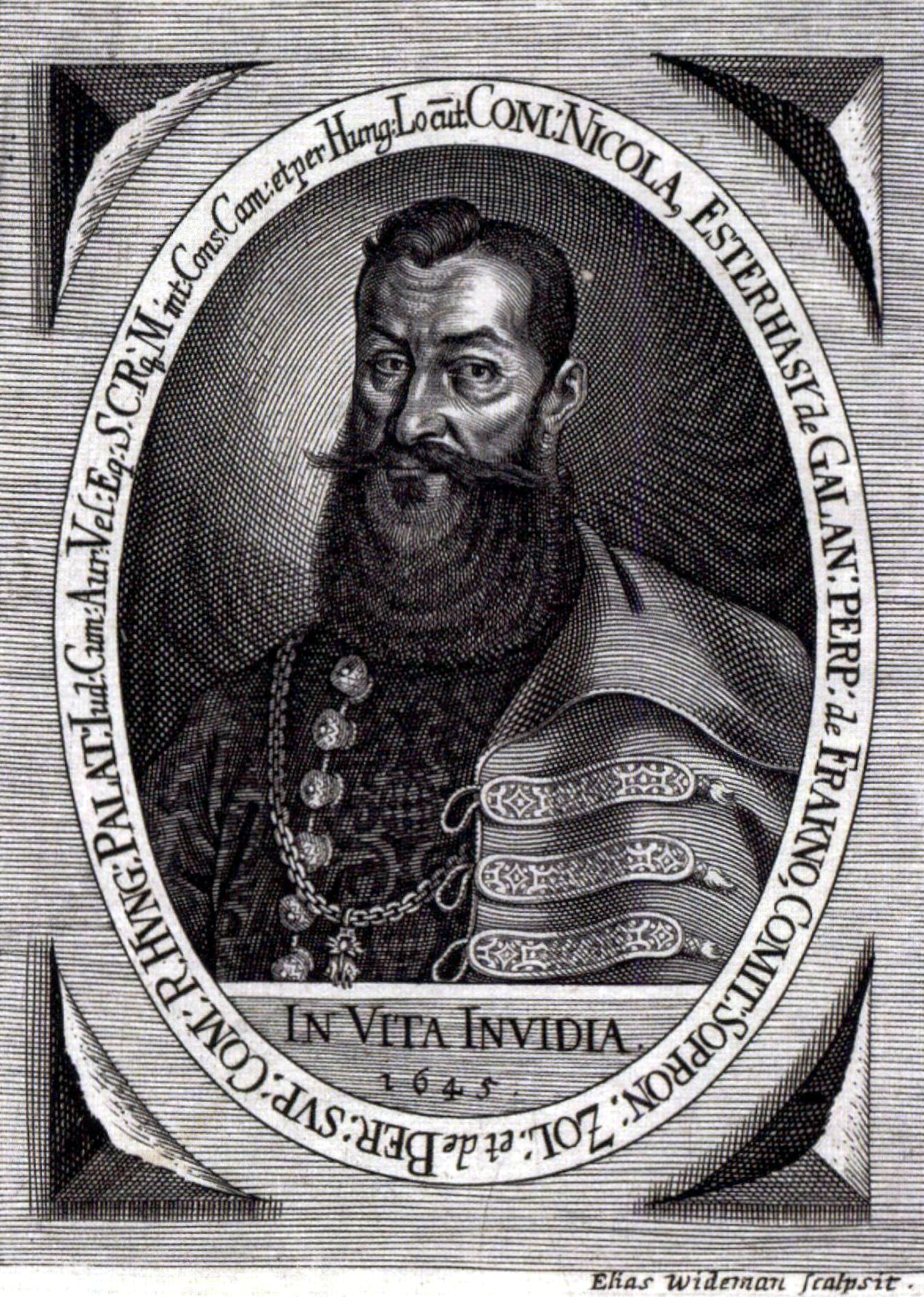
Esterházy Miklós Wiedemann metszetén

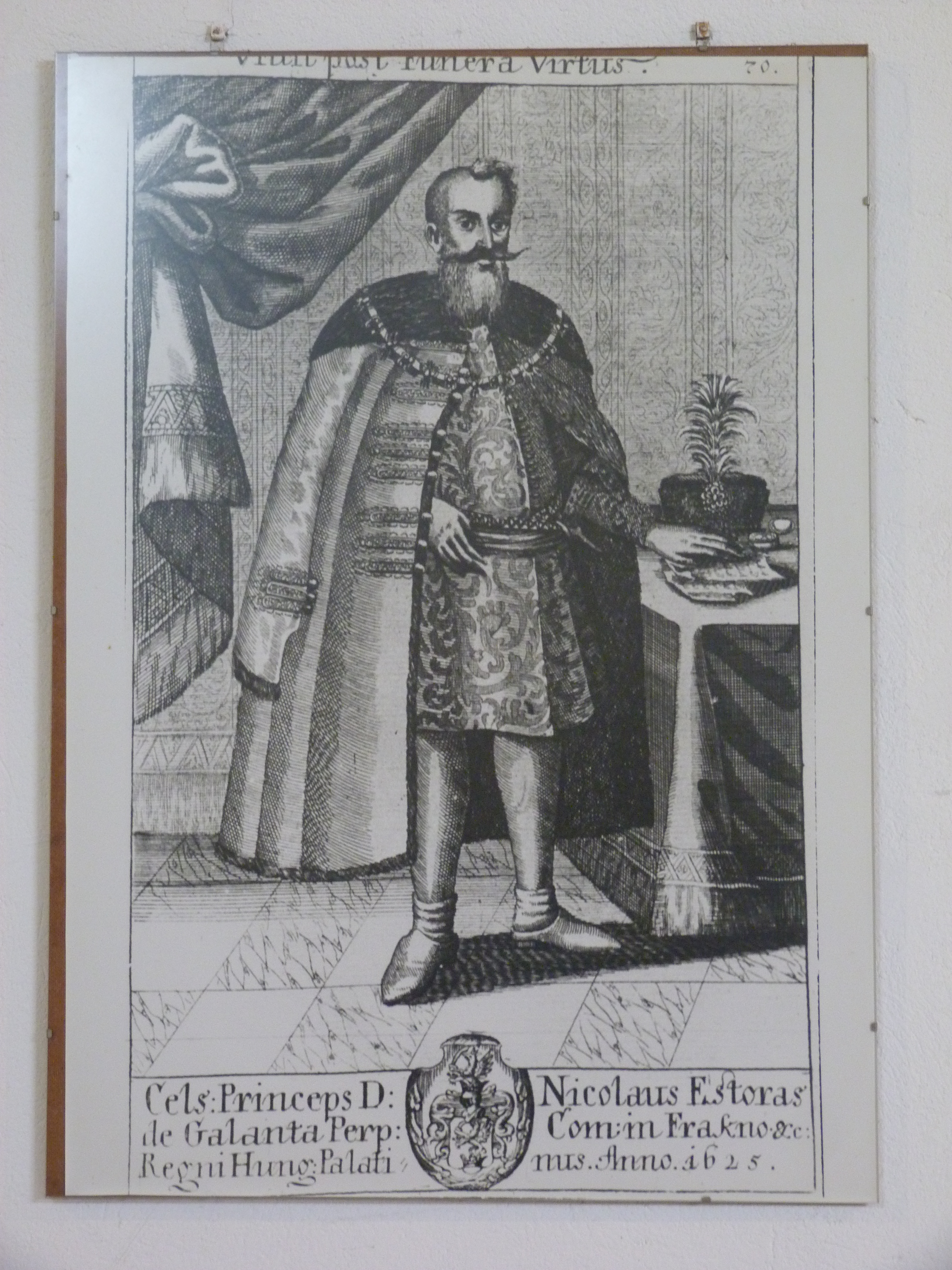
Eszterházy Miklós – Boldogasszony, Kegytemplom

1625. október 25-én a soproni protestáns országgyűlés őt választotta meg, katolikus létére, szavazatai öthatodával nádornak (ezzel Pest-Pilis-Solt vármegye főispánja is lett); II. Ferdinánd pedig 1626-ban Fraknóvár és ehhez tartozó uradalmak birtokával ajándékozta meg, s egyszersmind e vár örökös grófjává és Sopron vármegye főispánjává tette. Wallensteinnek a Bethlen Gábor hadai fölött kivívott győzelme és az erre következett pozsonyi és szőnyi békekötés folytán a spanyol király 1628-ban az Aranygyapjas renddel tüntette ki. Később I. Rákóczi György ellen hadakozott, és kieszközölte az 1644. évi kassai békét. Ferdinánd halála után sok ellensége támadt, akik nagyon megkeserítették életét. Egyik fia, Pál szintén nádor lesz, és megalapította családja hercegi ágát.
Nádorként tehetséges fiatal arisztokratákkal és nemesekkel vette magát körül, akikből kinevelte a jövő politikusi nemzedékét. Habsburg-pártiként Erdély és Magyarország egyesítéséért küzdött, ellenezte Bethlen és Rákóczi György politikáját, mert az önálló erdélyi fejedelemséget a törökök előretolt bástyájának vélte. Ugyanakkor küzdött a rendi alkotmány körülbástyázásáért, és egy önálló magyar hadseregért. Az ellenreformáció egyik főalakjaként elérte több főúr (pl. Batthyány I. Ádám, Nádasdy Ferenc) katolizálását, valamint támogatta a barokk magyarországi terjedését (a nagyszombati jezsuita templom építtetése). Fraknói és kismartoni udvara kora szellemi központjai közé tartozott.

## Művei
- A Magyar-Országi Palatinusnak, Gróf Eszterhazi Miklósnak, Rákóczi György Erdélyi fejedelemnek irt egynehány Intő Leveleinek igaz Pariája. Pozsony, 1644 (2. kiadása, Győr, 1756. Latin fordításban az eredetinél egy hónappal előbb jelent meg 1644. márciusban, Bécsben])
- …Intő Leveleinek igaz Pariája. Bécs, 1645 (A Rákóczival folyt egész levelezés. Molnár János, M. Könyvesházában, III. 1783. kivonatokat közölt belőle.)
- …Lonyai Sigmondhoz, és némely Vármegyékhez irt egy-nehány Leveleinek igaz Pariája, uo., 1645 (Molnár J. az idézett helyen ebből is közölt néhány kivonatot.)
- Galántai gróf Esterházy Miklós munkái. Eredeti kéziratok és kiadások után a szerző életrajzával szerkesztő Toldy Ferenc. Pest, 1852. Ujabb Nemzeti Könyvtár I. folyam: I. Értekező levél gr. Nádasdy Ferenczhez, kit kellessék minekünk az szentirásnak értelmében követnünk, hogy mi is eretnekségben ne essünk. II. Levelek Sennyei István cancellárhoz, 1631 (öt levél) III. Intő levelek Rákóci György erdélyi fejedelemhez 1643–51. (28 levél) IV. Levelek Lónyai Zsigmondhoz és némely vármegyékhez 1644–45. V. Okmányos toldalék. (A nádor státusiratai: Opinio, Discursus, Considerationes cz. és levelei)
- Esterházy Miklós nádor iratai, 1-2.; Stephaneum Ny., Bp., 1930–1932
  - 1. Kormányzattörténeti iratok. Az 1642. évi meghiúsult országgyűlés időszaka (1640. december–1643. március); szerk. Hajnal István; 1930
  - 2. Türkische Schriften aus dem Archive des Palatins Nikolaus Esterházy, 1606–1645; szerk. Fekete Lajos; 1932

Egy névtelen röpiratról: Magyarországnak mostani állapotjáról egy, hazája szerető, igaz Magyar embernek tanácslása 1621, melyet P. és T. (Pringer és Thewrewk) 1838-ban Pozsonyban ujra kiadtak és E.-nak tulajdonítottak, Jászay Pál (Figyelmező 1839. 21. 22. sz.) kimutatta, hogy az legtöbb hihetőséggel Balásfy Tamás püspöknek tulajdonítható.
Leveleiből Beke Antal közölt néhányat a Történelmi Tárban (1886) Emlékiratát az 1631. erdélyi hadjáratról Pettkó Béla adta ki ugyanott (1884)
Arcképe: rézmetszet Widemann E.-től; 1649 körül, Hohn rajza s Ehrenreich metszete; aczélmetszet Tyrolertől Pesten, nyomt. Frey, E. névaláirásával a 4. sz. Munkái mellett és kőnyomat Rohntól, 1857

## Források

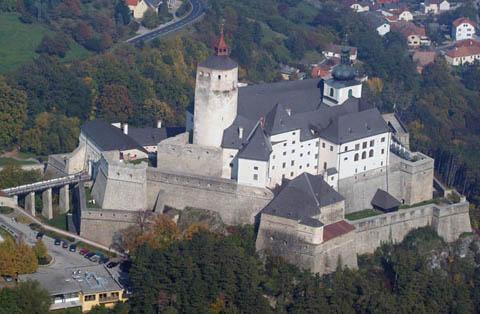
A fraknói vár